# Margarida da Escócia (1261–1283)
Margarida da Escócia (em gaélico escocês: Maighread Nic Rìgh Alasdair; Castelo de Windsor, 28 de fevereiro de 1261 - Tønsberg, 9 de abril de 1283), foi rainha consorte da Noruega como esposa do rei Érico II. Ela foi a filha única do rei Alexandre III da Escócia e da princesa Margarida de Inglaterra.

## Biografia
Margarida se tornou rainha da Noruega ao se casar em 31 de agosto de 1281, em decorrência do estipulado no Tratado de Perth, com Érico II da Noruega em Bergen.
Logo após o parto de Margarida da Noruega, a rainha morreu na cidade de Tønsberg, na Noruega. Sendo assim, a neta do rei da Escócia, também chamada de Donzela da Noruega, passou a ser a herdeira presuntiva do trono.
Margarida foi enterrada na Igreja de Cristo, em Bergen, a qual foi destruída em 1531. O local é na Fortaleza de Bergenhus e atualmente contém memoriais para os sepultamentos reais.
Érico se casou uma segunda vez com Isabel Bruce, irmã de Roberto Bruce, senhor de Annandale, Conde de Carrick, e rei da Escócia em 1306. 